# Chris White (bassiste)
Pour les articles homonymes, voir White et Chris White.
Chris White (né le 7 mars 1943 à Barnet) est un bassiste britannique, membre du groupe The Zombies.
White est, avec Rod Argent, le principal auteur des Zombies : il écrit deux titres sur leur premier album, Begin Here (1965), et sept sur leur second et dernier, Odessey and Oracle (1967). Après la séparation du groupe, il coécrit avec Rod Argent plusieurs titres pour sa nouvelle formation, Argent, dont le tube Hold Your Head Up, sorti en 1972. Le tandem offre également des chansons à Colin Blunstone, l'ancien chanteur des Zombies, pour sa carrière solo.
En mars 2008, il participe aux trois dates à l'Empire Theatre de Shepherd's Bush durant lesquelles les Zombies réunis dans leur formation originale (hormis le guitariste Paul Atkinson, mort en 2004) interprètent l'intégralité de leur album Odessey and Oracle.